# 碧陽學園學生會
碧陽學園學生會（碧陽学園生徒会）是因動畫《學生會的一己之見》的主題曲而結成的日本配音員團體。

## 概要
動畫《學生會的一己之見》担任主要角色配音的配音員結成的團體。由出演櫻野玖璃夢的本多真梨子、出演紅葉知弦的齊藤佑圭、出演椎名深夏的富樫美鈴和出演椎名真冬的堀中優希4名所構成。

## 作品
- Treasure（2009年）
- 妄想☆ふぇてぃっしゅ!（2009年）

## 相關項目
- 青二Production
- 碧陽學園學生會議事錄

## 外部連結
- AMG MUSIC制作作品 - AMG ENTERTAINMENT碧陽学園生徒会官方網站。
- 生徒会の一存 動畫官方網站 - 角川CONTENTS《生徒会の一存》官方網站。
- 富士見書房｜生徒会の一存 （页面存档备份，存于） - 富士見書房《生徒会の一存》官方網站。